# ريناتو بيتزوزيرو
ريناتو بيتزوزيرو (7 سبتمبر 1912) لاعب كرة قدم سويسري راحل كان يجيد اللعب في خط حراسة المرمى.
لعب طوال مسيرته الرياضية في نادي لوغانو (1934-1939).
مثل منتخب سويسرا في 19 مباراة (1935-1938). شارك مع منتخب سويسرا في بطولة كأس العالم 1934 في إيطاليا حيث خرج من الدور الربع النهائي وبطولة كأس العالم 1938 في فرنسا حيث خرج من الدور الربع النهائي أيضا.

## وصلات خارجية
- ريناتو بيتزوزيرو على موقع الاتحاد الدولي (مؤرشف)  (الإنجليزية)
- ريناتو بيتزوزيرو على موقع قاعدة بيانات كرة القدم.إي يو (الإنجليزية)
- ريناتو بيتزوزيرو على موقع ناشيونال فوتبول تيمز (الإنجليزية)
- ريناتو بيتزوزيرو على موقع عالم كرة القدم.نت (الإنجليزية)
- هذا سيرة ذاتية